# 山口大神宮
山口大神宮（やまぐちだいじんぐう）は、山口県山口市にある神社である。旧社格は県社。

## 由緒
永正17年（1520年）、大内氏30代目の大内義興が伊勢神宮の神霊を勧請して創建したものである。
永正5年（1508年）6月、大内義興は山口に逃げてきた前将軍・足利義稙を奉じて上洛し、以降11年間京都に滞在し、管領代として幕政を執行した。その間の永正11年（1514年）、義興は伊勢神宮に参拝し、永正15年（1518年）8月に山口へ戻ると前例のない勅許を賜った上での皇太神宮、豊受大神宮の山口への勧請をしたいと思ったという。義興は、山口に帰国してすぐに伊勢神宮を勧請するための準備を始めた。伊勢神宮を勧請するための土地を探して、現在地の高嶺東麓を社地に定め、すぐに社殿建立を開始した。永正16年（1519年）11月3日に外宮、永正17年（1520年）4月8日に内宮を造営すると、吉田神社を通じて天皇に伊勢神宮勧請の許可を求め、後柏原天皇の勅許を得、て同年6月29日神宮の御師 高向二頭大夫光定により伊勢神宮の神霊を勧請、鎮座した。当初は高嶺神明と称していたが、後柏原天皇から「高嶺太神宮」、後陽成天皇から「伊勢」の御宸筆勅額が授けられ、高嶺太神宮、今伊勢と呼ばれるようになった。式年遷宮は伊勢神宮遷宮前後相論に配慮し1540年に外宮・内宮同時に行われている。
当時の伊勢神宮は幕府の神宮頭人の力が及ばなくなり、全国の荘園から届く役夫工米が滞納された事により慢性的な財政難に陥り、外宮は1434年内宮は1463年より式年遷宮が中断していた。その反面、庶民による伊勢信仰は広まり南北朝時代頃よりには飛び神明といわれる伊勢神宮の勧請が流行し各地に神明神社が創建されていた。高嶺大神宮の勧請もそうした流れを受けたものであったが、江戸時代まで、伊勢神宮より勅許を得て神霊の勧請を受けたのは日本中で当社だけであった。江戸時代に伊勢信仰が盛んになると、山口大神宮には特に西日本各地から多くの参拝者が訪れるようになった。今も参道脇には多くの「日参一万日成就」の石碑が残る。
昭和3年、県社に列せられ、社名を高嶺神社とした。昭和22年に現在の山口大神宮に改称した。

## 境内
伊勢神宮と同様の内宮・外宮があり、それぞれに附属した別宮・摂社がある。これらの社殿は隣接して建っており、石段を降りた所に祈祷などが行われる神楽殿がある。
- 内宮 -- 主祭神 天照大御神、配祀 天手力男命・萬幡豊秋津姫命
  - 内宮別宮 荒祭宮 -- 祭神 天照大御神荒魂・瀬織津姫命
  - 内宮摂社 恵美須社 -- 祭神 事代主命
- 外宮 -- 主祭神 豊受大御神、配祀 天津彦彦火瓊々芸命・天児屋根命・天太玉命・建御名方神・八坂刀自命
  - 内宮別宮 多賀宮 -- 祭神 豊受大御神荒魂・伊吹戸主神

境内には摂社 多賀神社、末社 高嶺稲荷神社があり、鴻ノ峰中腹に岩戸社がある。鴻ノ峰登山口は外宮の前にあり、岩戸社までは徒歩約10分である。
- 多賀神社 -- 主祭神 伊弉諾尊・伊弉冉尊、配祀 天照大御神・素戔嗚命・少名彦名神・火具土神・国常立命・応神天皇・菅原道真命・大内教弘命
- 高嶺稲荷神社
- 岩戸社 -- 祭神 天照大御神・天手力男命

## 祭事
当初は、伊勢神宮と同様の20年に一度の式年遷宮が行われていたが、戦乱などにより延期されたり、簡単な改修のみで済ませたりということも行われるようになった。明治以降は明治12年、明治35年に行われたが、その後一時中断した。昭和35年に社殿建替が行われ、平成12年（2000年）に式年遷宮が行われた。内宮・外宮の敷地の横には式年遷宮の際の古殿地がある。

## 交通アクセス
- 山口駅からバスで約5分、県庁前バス停下車。徒歩約5分。
- 山口駅から徒歩約25分